# 大十バス
大十バス株式会社（だいじゅうバス）は、和歌山県のバス事業者。運送会社大十株式会社の子会社で、一般には大十オレンジバスと呼ばれている。

## 路線
海南市および海草郡紀美野町を中心に路線バス、コミュニティバスを運行している。詳細は大十バス公式サイト内「路線バス案内」および各コミュニティバスのページを参照。

### 一般路線
オレンジバス
- JR海南駅 - 登山口（紀美野町・生石高原）
  - かつての野上電気鉄道線の代替バスとして最も本数が多い。地域間幹線系統として、国・和歌山県の補助を受ける。2018年10月1日から末端部の曲谷 - 登山口の経路を変更[1]。2020年10月1日から重根 - 野添の経路を変更。2022年10月1日から重根東 - 野添の経路を変更。2024年4月1日から新橋 - 大成校舎前の経路を変更。

高野マリンライナー
- 和歌山港 - 和歌山マリーナシティ - 海南駅前 - 登山口 - 毛原宮 - たまゆらの里 - 高野山奥の院（4月下旬〜11月下旬の土・日・祝日のみ運行）
  - 2020年度より、和歌山マリーナシティから和歌山港に延伸した。

### コミュニティバス
- 海南市コミュニティバス（海南市）：海南エリアのみ
- 紀美野町コミュニティバス ふれあい号（紀美野町）

### かつて運行していた路線・その他
- 登山口 - 和歌山マリーナシティ - ユニバーサル・スタジオ・ジャパン線（2001年3月31日〜11月運行）
- 貴志駅 - 登山口（2006年4月3日〜2008年3月31日の約2年間運行）
- 登山口 - 小川宮（2001年6月以降は土・日・祝日・年末年始のみ1日2往復運行していたが2007年4月1日廃止）
  - コミュニティバス「ふれあい号」の小川線で代替。
- 2007年まで海南市定期観光周遊バスの運行も行っていた。
- 和歌山市駅 - 海南駅前 - 登山口（平日のみ運行、2018年3月30日最終運行、同年4月1日廃止[2]。）
  - 海南駅前 - 登山口を延長した路線。海南駅前から和歌山市駅までは、主に国道42号線・本町通りを経由する。マリーナシティは経由しない。また和歌山バスの公園前西・宇治・市駅東に停留所の設定はなく、公園前西・宇治より一つ前の停留所案内では、その旨の車内放送を実施していた。日方南・東浜間は国道370号線を経由せず脇道を通り、福祉センター前・新浜の2停留所が設置されていた[3]。
- 登山口 - 美里の湯 - たまゆらの里（日・祝日・年末年始のみ運行） 
  - 平日および土曜日は下記コミュニティバス「ふれあい号」の高野線で代替。2017年4月1日、終点を「谷口」から「たまゆらの里」に変更。
  - 2020年6月1日廃止[4]。

## 観光バス事業
観光バス事業も行っている。詳細は大十バス公式サイト内「観光バス案内」を参照。

## 歴史
- 1994年（平成6年）4月：廃業した野上電気鉄道のバス事業を譲り受け、大十株式会社直営で営業を開始。
- 1996年（平成8年）9月：観光バス事業を開始。
- 1997年（平成9年）4月：海南市りんかんコミュニティバス運行開始。
- 1999年（平成11年）7月：高野マリンライナー運行開始。
- 1999年（平成11年）9月：野上町（現・紀美野町）コミュニティバス「（旧）ふれあい号」運行開始。
- 2001年（平成13年）3月：登山口 - 和歌山マリーナシティ - USJ線を運行開始（11月に撤退）。
- 2001年（平成13年）9月：美里町（現・紀美野町）コミュニティバス「愛あい号」運行開始。
- 2004年（平成16年）4月：分社化により大十バス株式会社となる。
- 2006年（平成18年）4月1日：同年1月に発足した紀美野町域で路線変更。大十バス路線の一部を、紀美野町が運行するコミュニティバス「（新）ふれあい号」へ移行。
- 2006年（平成18年）4月3日：貴志駅 - 登山口線を運行開始。
- 2007年（平成19年）4月1日：登山口 - 小川宮線を廃止。
- 2008年（平成20年）4月1日：貴志駅 - 登山口線を廃止。
- 2020年（令和2年）6月1日：登山口 - たまゆらの里間を、高野マリンライナーを除き廃止。

## 車両
2023年3月31日現在、バス車両として20台保有しており、そのうち一般路線バス用は8台保有。中型ツーステップ1台、中型ワンステップ1台、中型ノンステップ3台、小型ノンステップ1台、マイクロバス2台。